# 박성범 (정치인)
박성범(朴成範, 1940년 3월 17일~)은 대한민국의 언론인 출신 정치인이다. 제15·17대 국회의원을 지냈다.
1965년 12월, 서울중앙방송의 뉴스 보도 기자로 입사했다. 1980년대 중후반 이후로 KBS 한국방송공사 《KBS 9시 뉴스》의 앵커와 KBS 한국방송공사 보도본부장 등을 지냈으며 1995년 6월 16일에 KBS를 퇴사했다. 그 후 제15·17대 국회의원을 지냈다.

## 생애
1940년 3월 17일 평안북도 선천군에서 출생했다. 온 가족이 경기도로 이사를 가면서 검단면, 제물포 등지에서 성장했다. 인천축현국민학교를 졸업했으며 서울중앙중학교와 중앙고등학교를 졸업했다. 고려대학교 사학과에 입학했으나 1960년 6월, 학생 운동 참여를 이유로 2학년 재학 중 제적되었다. 이후 건국대학교 경제학과에 입학했으며 재학 중 정치외교학과로 전과했다.
건국대학교 정치외교학과 3학년에 재학 중이던 1965년 12월, 서울중앙방송의 기자로 입했다. 1973년부터 1976년까지 KBS 국제외교부 기자로 활동했으며 1986년부터는 KBS 뉴스 9의 앵커를 맡았다. 992년 1월부터 1994년 6월까지는 KBS 방송총본부장 및 편성책임자를 맡았으며 1995년 6월에 KBS를 퇴사했다.
제15대 국회의원 선거를 앞두고 신한국당 소속으로 서울 중구 선거구에 출마해 당선되었다.

## 가족 관계
- 아버지(별세)
- 어머니(별세)
- 아내(첫 부인): 1946년생~1993년졸, 1971년 결혼, 1993년 사별
  - 자녀
    - 첫째 딸(1972년생)
    - 첫째 아들(1982년생)
    - 둘째 아들(1984년생)
- 재혼 배우자: 신은경, 1958년생, 1994년 재혼
  - 자녀
    - 둘째 딸: 박혜리(1995년생)

## 학력
- 인천축현국교(1953년 졸업)
- 서울중앙중학교(1956년 졸업)
- 서울중앙고등학교(1959년 졸업)
- 고려대학교 사학과 2학년 1학기(1960년 중퇴)→건국대학교 경제학과 1학년 1학기(1963년 전과)→건국대학교 정치외교학과(1967년 학사 학위 취득)
- 중앙대학교 대학원 신문방송학과 (1983년 언론학 석사 학위 취득)

## 수상 내역
- 국민포장 수훈(2회)
- 국민훈장 동백장 수훈
- 프랑스 정부 최고 훈장 수훈
- 서울특별시 문화상 수훈

## 역대 선거 결과
|  | 52.93% |

|  | 44.69% |

|  | 45.93% |

## 소속 정당
| 소속 정당 | 소속 정당  | 소속 기간 | 비고           |
| --------- | ---------- | --------- | -------------- |
|           | 민주자유당 | 1995      | 정계 입문      |
|           | 신한국당   | 1995~1997 | 당명 변경      |
|           | 한나라당   | 1997~2006 | 합당           |
|           | 무소속     | 2006~2007 | 탈당           |
|           | 한나라당   | 2007~2008 | 복당           |
|           | 무소속     | 2008~현재 | 탈당 정계 은퇴 |

## 같이 보기
- 서울 중구의 국회의원
- 중구 (1988년 서울 선거구)